# Phil Conley

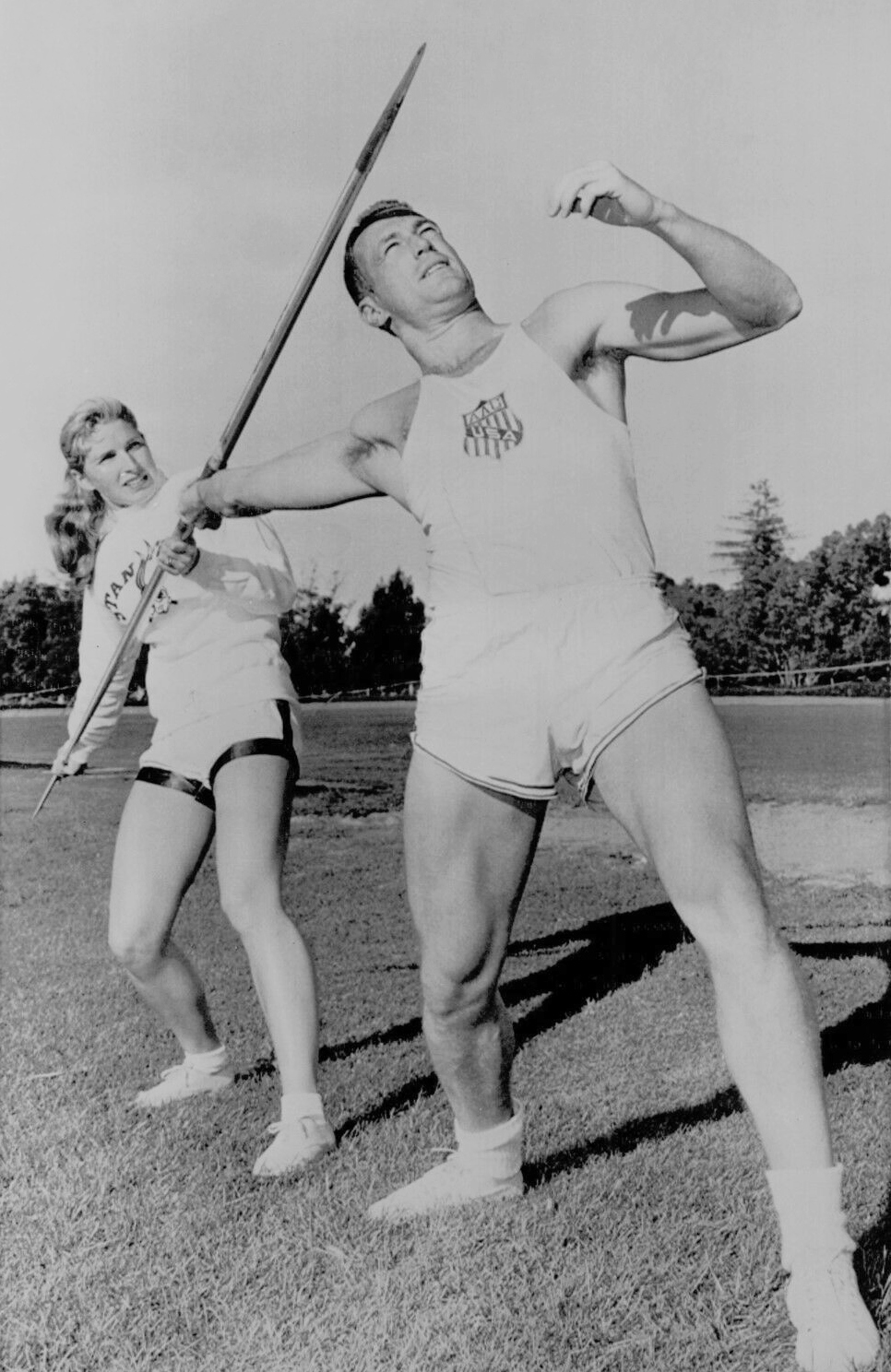
Phil Conley (1964)

Philip Ransom „Phil“ Conley (* 17. August 1934 in Madera, Kalifornien; † 12. März 2014 in Santa Rosa, Kalifornien) war ein US-amerikanischer Speerwerfer.
Bei den Olympischen Spielen 1956 in Melbourne wurde er Zehnter, und bei den Panamerikanischen Spielen 1959 in Chicago gewann er Silber.
1956 wurde er für das California Institute of Technology startend NCAA-Meister. Seine persönliche Bestleistung von 79,31 m stellte er am 9. Mai 1964 in Fresno auf.